# Bindemittel
Bindemittel sind Stoffe, die an Phasengrenzen anderer Stoffe chemische Bindungen herstellen oder begünstigen oder Effekte wie Kohäsion, Adsorption und Adhäsion bzw. Reibung auslösen oder vergrößern.
Sie verbinden Stoffe, indem sie diese aufnehmen, anlagern, zusammenhalten, vernetzen oder verkleben.
Je nach Fachgebiet und Zusammenhang unterscheiden sich Definition und Art der eingesetzten Bindemittel stark voneinander.
Bindemittel für Feststoffe werden meist in flüssiger Form angewendet, um Stoffe in feinem Zerteilungsgrad (z. B. Schüttgut oder Pulver) zu umhüllen und miteinander und gegebenenfalls mit einem Substrat zu verbinden.
Werden nur einige wenige Werkstücke verbunden, so spricht man eher von Klebstoff oder Vergussmasse.
Als Bindemittel für Flüssigkeiten (z. B. Öl- und Chemikalienbindemittel, Trockenmittel, Verdickungsmittel) werden demgegenüber überwiegend Feststoffe eingesetzt.
Die Flüssigkeit wird durch das Bindemittel entweder adsorbiert bzw. absorbiert oder in einen festen oder plastischen Zustand überführt. Alternativ kann auch lediglich die innere Reibung, d. h. die Viskosität, einer Flüssigkeit gesteigert (z. B. durch viele Verdickungsmittel) oder die Mobilität der Flüssigkeit durch Adhäsion herabgesetzt werden.
Einen hohen Bindemittelanteil eines Baustoffgemischs (z. B. Keramik, Beton, Mörtel, Farbmittel) nennt man fett, einen gegenüber den Zuschlagstoffen geringen Anteil mager.
In manchen Zusammenhängen werden Bindemittel auch Filmbildner (Pharmazie, Farbmitteltechnik, Bauchemie), Verdickungsmittel (Lebensmitteltechnik und Chemische Industrie) oder Malmittel (Kunstmalerei) genannt. Natur- und Kunstharze sind die in Handwerk und Haushalt gebräuchlichsten Bindemittel. Es gibt jedoch auch eine Vielzahl anderer.

## Einteilung
Je nach Funktionsweise und gewünschtem Effekt werden bestimmte Bindemittel vorwiegend oder ausschließlich zum Binden jeweils nur von Feststoffen, Flüssigkeiten oder Gasen eingesetzt.
Typische Einsatzgebiete von Bindemitteln sind:
- das Bauwesen
- das Beschichten, Gießen und Sintern
- das Kochen und die Lebensmitteltechnik
- die Chemie, Medizintechnik, Pharmazie und Kosmetik
- die Papier-, Holzwerkstoff- und Keramikindustrie

Verbreitet sind Bindemittel auf Grundlage von Polymeren (wie Harzen, Ölen und Dispersionen, sowie auch auf Cellulosebasis), Stärke, Kohle, Silikaten (Zeolithe, Silicagel), Calciumcarbonat (Kalk, Zement) und Proteinen (z. B. Gelatine).

## Verfestigung und Filmbildung
Bindemittel liegen meist in flüssiger Form vor und verfestigen nach der Anwendung aufgrund unterschiedlicher physikalischer und chemischer Vorgänge. Bei Anstrichmitteln und Kosmetik wird dieser Vorgang Filmbildung genannt.
Kunstharzdispersionsfarben können sowohl physikalisch durch die Wechselwirkung zwischen den enthaltenen Polymeren (Verschlaufung der Polymerketten), als auch chemisch durch Neubildung von Polymeren aushärten.

### Physikalisch
In Emulsionen und Dispersionen ist das Bindemittel in einem Löse- oder Verdünnungsmittel suspendiert.
Die physikalische Verfestigung tritt durch Verdunstung bzw. Trocknung des Lösemittels ein. Dabei nähern sich die aktiven Komponenten des Bindemittels einander an und entwickeln eine noch stärkere gegenseitige Kohäsion.
Beispiele für physikalisch verfestigende Bindemittel sind Polymerisat- und Acrylharze.
Einige physikalisch verfestigte Bindemittel lassen sich durch die erneute Zugabe von Lösemittel wieder auflösen, so z. B. Nitrozellulose (Cellulosenitrat), Chlorkautschuk und Leim bzw. Kleister.
Bindemittel, welche Flüssigkeiten binden können, werden auch als Verdickungsmittel bezeichnet. Sie quellen auf oder wirken als Fasern oder schlicht als feinverteilte Füllstoffe hemmend auf die Bewegung der Flüssigkeit.
Fasern können sich miteinander sowie mit der Umgebung verflechten. Sie können zusätzlich auch als Bindemittel für feinverteilte Feststoffe wirken, indem sie diese in der Fasermatrix festhalten, so z. B. das Papiermaché.

### Chemisch
Dieser Bindungsart liegt eine chemische Reaktion der Komponenten, d. h. in der Regel die Bildung von Polymerketten zugrunde, die auch Vernetzung, Verharzung oder Polymerisation genannt wird.
Falls ein Lösungsmittel enthalten ist, so behindert die schwache Bindung der Moleküle des Lösungsmittels an die Moleküle des Bindemittels zunächst die Vernetzung des Bindemittels. Erst wenn sich das Lösungsmittel verflüchtigt hat, verfestigt sich das Bindemittel.
In manchen Fällen verfestigt sich das Bindemittel, ohne dass eine bedeutende Reduktion des Volumens oder des Gewichts stattfindet, z. B. bei Zweikomponenten-Harzen.
Die chemische Verfestigung kann auf verschiedene Weisen erfolgen:
- durch Oxidation, also Aufnahme von Luftsauerstoff und anschließende Vernetzung (so z. B. bei trocknenden Ölen, Naturharz sowie einigen Kunstharzen wie Alkydharz und Epoxidester)
- durch Kettenpolymerisation (so z. B. bei ungesättigtem Polyesterharz)
- durch Polykondensation (so z. B. bei Kondensationsharzen wie Phenolharz, Harnstoffharz und Melaminharz), hierbei wird Wasser oder ein anderer Stoff bei der Vernetzung freigesetzt und verdunstet
- durch Polyaddition (so z. B. bei Reaktionsharzen wie Polyurethan und Epoxidharz)

Bei manchen Stoffen kommt die Vernetzung erst durch Zugabe eines Härters (z. B. bei Epoxid- und Polyesterharz), eines Vernetzungsmittels (Schwefel, Peroxide oder Metalloxide bei der Vulkanisation von Kautschuk), eines Katalysators (z. B. Säure oder Sikkativen) oder durch Zufuhr von Wärme oder UV-Strahlung zustande.
Die chemische Bindung ist meist irreversibel.

## Anwendungsgebiete

### Farben
Bei der Farbherstellung werden Farbpigmente bzw. Farbstoffe, Füllstoffe und Bindemittel miteinander vermischt, um eine gleichmäßige Verteilung und Benetzung der Partikel zu erreichen. Universell einsetzbare Bindemittel sollten farbneutral sein, um die Farbwirkung des Pigments nicht zu beeinträchtigen. Die Art des Bindemittels sollte sich nach Maltechnik, Malgrund und den gewünschten Eigenschaften der Farbe (Trocknung, Glanz, Deckkraft) richten.
Als Farbbindemittel sind gebräuchlich:
- Alkydharze für Druckfarben und Lacke
- Emulsionen bei der Temperamalerei, unter Zugabe von Mastix oder Dammar.
- Epoxidharze in einem weiten Anwendungsspektrum
- gebrannter Kalk, Zement, Lehm und Kaliwasserglas in Bauwesen und der Wandmalerei
- Gummi arabicum (wasserlöslich) bei der Aquarellmalerei
- Harze in der Ölmalerei sowie bei industriellen Farben und Lacken
- Kasein in Wand- und Tafelmalerei
- Kunststoffdispersionen bei der Acrylmalerei und in industriellen Anstrichfarben und Lacken
- trocknende Pflanzenöle in Lacken, Holzschutzmitteln, sowie in der Ölmalerei
- Polyurethane in einem weiten Anwendungsspektrum
- Silikonharz(emulsion) in Anstrichen
- Wachs bei der Enkaustik
- Zelluloseleim (Kleister) in Leimfarben und Papiermaché

### Baustoffe
Bindemittel in Baustoffen sind mineralische Stoffe, die durch Kristallisation eine hohe Festigkeit erreichen, oder organische Stoffe (z. B. Kunstharzdispersionen oder 2-Komponenten-Reaktionsharze), die durch Polymerisation erhärten. Auch Bindemittel auf der Basis nachwachsender Rohstoffe wie Stärke und Zucker werden beispielsweise im Gipskarton, in Mineralfaserplatten oder als Tapetenkleister eingesetzt.
In der Bauindustrie unterscheidet man zwischen hydraulischen Bindemitteln, die sowohl an der Luft als auch unter Wasser härten (z. B. Zement, Mischbinder, hydraulischer Kalk (Trass), Putz- und Mauerbinder auf Zement-/Acryl-Basis), und nichthydraulischen Bindemitteln (auch Luftbindemittel), die nur an der Luft (z. B. Luftkalke, Gips, Magnesiabinder) oder nur durch Austrocknung härten, wie Lehm. Nichthydraulische Bindemittel sind im erhärteten Zustand nicht wasserbeständig. In der DDR-Mangelwirtschaft fehlte oft Zement, so entstand der sogenannte Chemnitzer hydraulische Binder (Mauermörtel), der Braunkohlenfilterasche und Hochofenschlacke als Ersatzzuschlagstoffe enthielt.
Gebräuchliche Bindemittel in Baustoffen sind:
- Bitumen (Dachabdichtung, Straßenbau)
- Dispersionsanstriche (Dispersionsfarbe, Dispersionsputze)
- Löschkalk (Mörtel, Putz, Anstrich)
- Halbhydrat, Anhydrit (Gipsprodukte, wie Bauplatten, Putz, Estrich)
- Ton (Lehmbau, Lehmputz, Grob- und Feinkeramik)
- Zement (Mörtel, Beton, Estrich)

### Klebstoffe
Bei Zweikomponentenklebern, im weiteren Sinne bei allen zweiphasigen Polymeren, sind der Binder die Substanz, die den Kraftschluss bewirkt und der Härter die Substanz, die als Katalysator für die Polymerisation dienen.

### Hartmetalle
In Hartmetallen, die gesintert werden, werden Pulver wie Cobalt oder das weniger toxische Nickel als Bindemittel in der druckfesten Matrix aus Hartstoffen wie Wolframcarbid verwendet.

### Keramikwerkstoffe
Bei Werkstoffen für oder aus Keramiken dient der eigentliche keramische Anteil, der sich durch thermisches Sintern („Backen“ bei hoher Temperatur), oder andere chemische Prozesse (etwa Pyrolyse von Polymeren) verfestigt, als Bindemittel. Durch den abnorm hohen Schwund beim Brennen ist ein zu fettes Ausgangsstoffgemisch äußerst ungünstig. Traditionelle Töpfer- oder Hafnerkeramiken werden mit Sanden oder Schamotten gemagert (Magerung).

### Holzwerkstoffe
Bindemittel dienen bei der Herstellung von Holzwerkstoffen, wie beispielsweise Spanplatten oder MDF-Platten, der Verklebung der Holzpartikel (eben Holzspänen oder Holzfasern). Mengenmäßig sind dabei die Aminoplaste und das PMDI am bedeutendsten. Bindemittel aus nachwachsenden Rohstoffen sind zwar in der Entwicklung, spielen in der Holzwerkstoffindustrie praktisch jedoch noch keine Rolle.

### Papier
Bindemittel machen das Papier beschreibbar, weil es weniger saugfähig und weniger hygroskopisch wird. Die Hydrophobierung der Faser bezeichnet man in der Papiermacherei als Leimung. Leimstoffe sind oft chemisch modifizierte (verseifte) Baumharze in Kombination mit Kalialaun bzw. Aluminiumsulfat oder Polymere auf Basis von Acrylaten oder Polyurethanen. Stärken und Zucker werden in der Papierindustrie zur Erhöhung der Reißfestigkeit und besseren Bedruckbarkeit von Papier und Pappe eingesetzt, Proteine aus Leguminosen zur Erhöhung der mechanischen Belastbarkeit und besseren Haftung wasserlöslicher Druckfarben.
Bei Druckfarben für Massendrucksachen ist eine sofortige Trocknung (z. B. durch sogenanntes Wegschlagen auf saugfähigem Papier) von entscheidender Bedeutung, damit sich die Farbe nicht auf Förderwalzen oder nebenliegende Papierschichten überträgt oder diese gar miteinander verkleben (Blockfreiheit).

## Bindemittel für Flüssigkeiten
Insbesondere im Lebensmittelbereich und bei der Gefahrenabwehr werden Stoffe als Bindemittel bezeichnet, welche Flüssigkeit binden können und sich somit als Verdickungsmittel einsetzen lassen.

### Lebensmittel
Bindemittel in Lebensmitteln haben die Aufgabe, Speisen die gewünschte Konsistenz zu geben. Meist werden quellfähige Eiweiße und Kohlenhydrate verwendet. Sie sollen geschmacklich neutral oder der zu bindenden Speise angepasst sein.
Beispiele für in der Küche übliche Bindemittel:
- Agar
- Eigelb
- Gelatine
- Mehlbutter
- Mehlschwitze
- Panade – als Bindemittel für Farcen und Füllungen
- Pektin
- Pfeilwurzelmehl
- Sago
- Stärke

In der Lebensmittelindustrie verwendete Bindemittel (auch Verdickungsmittel, Dickungsmittel):
| E-Nummer | Stoff                           | Gruppe              |
| -------- | ------------------------------- | ------------------- |
| E 400    | Alginsäure                      |                     |
| E 401    | Natriumalginat                  |                     |
| E 402    | Kaliumalginat                   |                     |
| E 406    | Agar-Agar                       |                     |
| E 407    | Carrageen                       |                     |
| E 410    | Johannisbrotkernmehl            |                     |
| E 412    | Guarkernmehl                    |                     |
| E 413    | Traganth                        |                     |
| E 414    | Gummi arabicum                  |                     |
| E 415    | Xanthan                         |                     |
| E 416    | Karaya                          |                     |
| E 417    | Tarakernmehl                    |                     |
| E 418    | Gellan                          |                     |
| E 440    | Pektin                          |                     |
| E 460    | Zellulose                       |                     |
| E 461    | Methylcellulose                 | Zelluloseether      |
| E 462    | Ethylcellulose                  | Zelluloseether      |
| E 463    | Hydroxypropylcellulose          | Zelluloseether      |
| E 464    | Hydroxypropylmethylcellulose    | Zelluloseether      |
| E 465    | Methylethylcellulose            | Zelluloseether      |
| E 466    | Natriumcarboxymethylcellulose   | Zelluloseether      |
| E 1404   | Oxidierte Stärke                | modifizierte Stärke |
| E 1410   | Monostärkephosphat              | modifizierte Stärke |
| E 1412   | Distärkephosphat                | modifizierte Stärke |
| E 1413   | Phosphatiertes Distärkephosphat | modifizierte Stärke |
| E 1414   | Acetyliertes Distärkephosphat   | modifizierte Stärke |
| E 1420   | Acetylierte Stärke              | modifizierte Stärke |
| E 1422   | Acetyliertes Distärkeadipat     | modifizierte Stärke |
| E 1440   | Hydroxypropylstärke             | modifizierte Stärke |
| E 1442   | Hydroxypropyldistärkephosphat   | modifizierte Stärke |
| E 1450   | Stärkenatriumoctenylsuccinat    | modifizierte Stärke |
| E 1451   | Acetylierte oxidierte Stärke    | modifizierte Stärke |

Phosphate und Polyphosphate werden Wurstwaren als Bindemittel beigefügt, um zusätzlich zugegebene Flüssigkeit zu binden.

### Sonstige Verdickungsmittel
Neben den oben genannten Mitteln der Lebensmitteltechnik können noch weitere Stoffe als Verdickungsmittel Anwendung finden.
Allgemein wirken feste bzw. pulverförmige Füllstoffe auf Flüssigkeiten verdickend.
Insbesondere Fasern verdicken Flüssigkeiten, weil sie sich miteinander oder mit anderen Füllstoffen verflechten und sich im Medium quer legen können und so die Strömung behindern.

### Bindemittel (Gefahrenabwehr)
Im Bereich der Gefahrenabwehr werden Bindemittel verwendet, um Öle oder Chemikalien aufzusaugen und zu binden. Beispielsweise werden Bindemittel auf Cellulosebasis wie Maisspindelgranulat verwendet, um ausgelaufenes Öl zu adsorbieren.

## Bindemittel für Gase
Getter reagieren mit Gasen oder adsorbieren gasförmige Stoffe, um ein Vakuum zu erzeugen oder aufrechtzuerhalten.
Aktivkohle ist in der Lage verschiedene gasförmige Stoffe zu adsorbieren und wird daher auch in Filtern eingesetzt.
Sauerstoffzehrer (engl. oxygen scavengers) werden etwa (Lebensmittel-)Verpackungen beigelegt, um Oxydationsprozesse zu verlangsamen.
Trocknungsmittel binden Wasserdampf oder andere (gasförmigen) Lösemittel durch Adsorption oder chemische Reaktion.
Calciumoxid wird als Trocknungsmittel sowie zur Absorption von Kohlenstoffdioxid eingesetzt.